# Oberaletschgletsjer

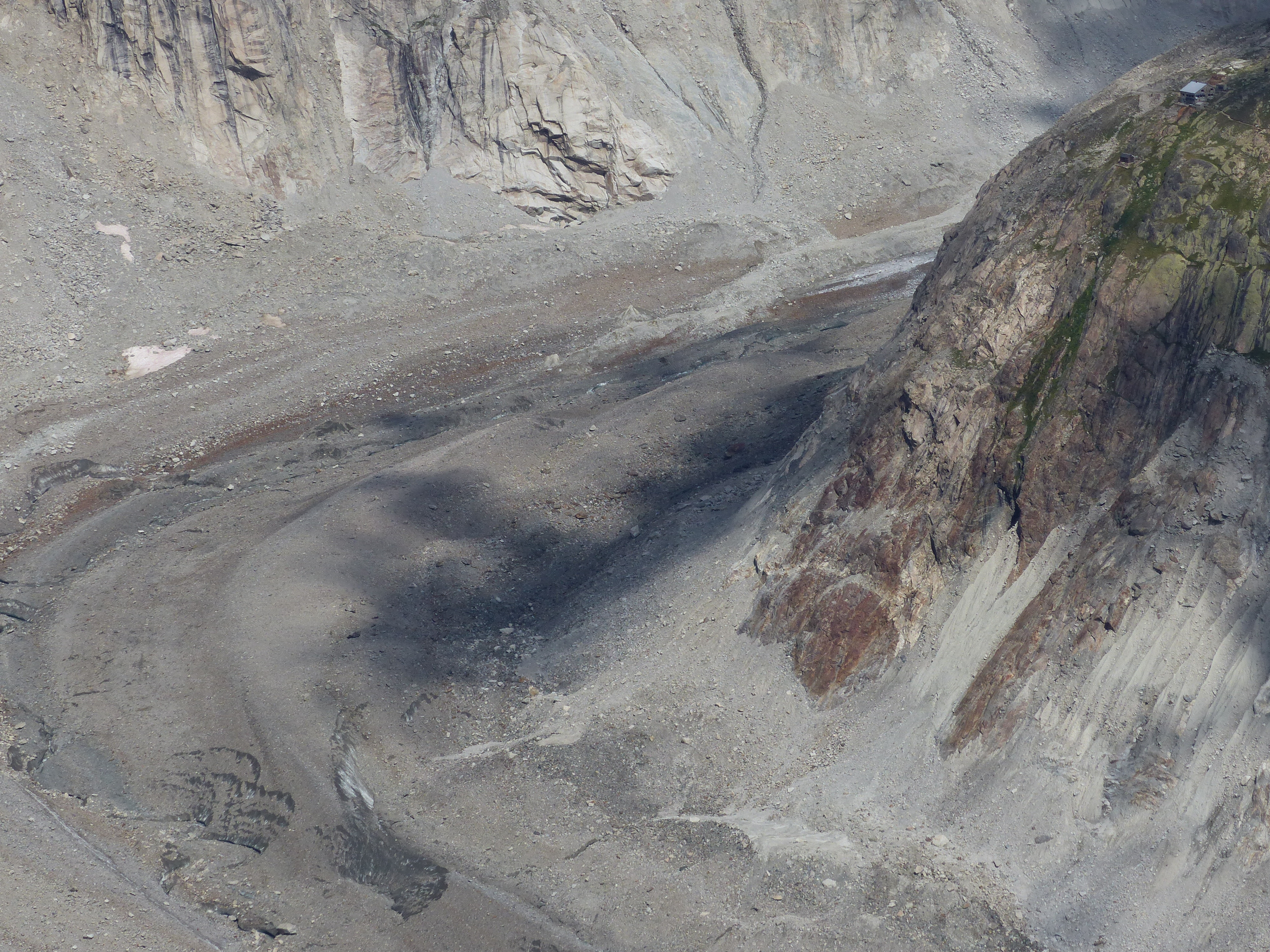
De Oberaletschgletsjer met rechtsboven de Oberaletschhütte.

De Oberaletschgletsjer (Duits: Oberaletschgletscher - betekenis: Bovenste Aletsch Gletsjer) is een valleigletsjer aan de zuidzijde van de Berner Alpen, in het Zwitserse kanton Wallis.
Het Oberaletsch-gletsjersysteem bestaat uit twee ongeveer gelijke armen. De oostelijke begint op de zuidwestelijke flank van de Aletschhorn op ongeveer 3.700 meter hoogte, en voegt zich bij de westelijke arm (Beichgletsjer) in de vallei aan de voet van de Nesthorn. Daarna stroomt de gletsjer naar het zuidoosten richting de Aletschgletsjer zonder deze te bereiken. De gletsjertong eindigt op ongeveer 2150 m. Tijdens de Kleine ijstijd in het midden van de 19e eeuw, was de Oberaletschgletsjer onderdeel van de Aletschgletsjer.
Het gebied van de Oberaletschgletsjer staat sinds december 2001, samen met de Aletschgletsjer en Jungfrau, op de Unesco werelderfgoedlijst onder de naam Jungfrau-Aletsch.

## Oberaletschhütte
De Oberaletschhütte is een berghut van de Zwitserse Alpenclub op 2.640 m boven de samenvloeiing van de Beich- en Oberaletschgletsjers. 
De Oberaletschhütte was oorspronkelijk alleen toegankelijk via de gletsjer. Sinds juli 2005 bestaat er een panoramisch pad dat langs de zuidwestelijke flank van de Fusshorn leidt en gletsjervrije toegang mogelijk maakt. Via deze route bereikt u de hut vanaf het bergstation Belalp in ongeveer 4 tot 5 uur.
Albignagletsjer · Aletschgletsjer · Allalingletsjer · Corbassièregletsjer · Feegletsjer · Ferpèclegletsjer · Fieschergletsjer · Findelgletsjer · Gauligletsjer · Gornergletsjer · Hoge Grindelwaldgletsjer · Hüfigletsjer · Kanderfirn · Lage Grindelwaldgletsjer · Langgletsjer · Limmernfirn · Mont-Miné-Gletsjer · Morteratschgletsjer · Oberaletschgletsjer · Otemmagletsjer · Paradiesgletsjer · Plaine Morte-gletsjer · Rhônegletsjer · Saleinagletsjer · Triftgletsjer · Unteraargletsjer · Zinalgletsjer · Zmuttgletsjer